# 妊娠悪阻
妊娠悪阻（にんしんおそ）は、 妊娠によって起こる激しい吐き気や嘔吐によって体重が減ったり、脱水症状になることである。症状は一日に何度も嘔吐やめまいがあり、つわりよりさらに酷い症状である。 多くの症状は妊娠20週以降から良くなるが妊娠中ずっと続く場合もある。
妊娠悪阻の確かな原因は明らかではないが、要因としては最初の妊娠、複数の妊娠、肥満、前の妊娠または家系に妊娠悪阻の経験がある、妊娠性絨毛性疾患、摂食障害の経験があることがあげられる。通常は兆候や症状をみて診断される。定義としては、一日に3度以上の嘔吐があり体重の5%または3キロ体重が減ると共に尿からケトン体が検出される場合、妊娠悪阻と診断される。同じ症状でも原因が尿路感染症や甲状腺の高レベルの場合もある。
対処法は水分補給と無刺激食である。経口保水液、チアミン二リン酸、高タンパク質が良いとされるが点滴が必要な場合もある。
医薬品に関してはピリドキシンまたはメトクロプラミドが好ましいが効果が診られない場合はプロクロルペラジン、ジメンヒドリナート、オンダンセトロンが使用されることもある。入院が必要になる場合もある。心理療法によってよくなる場合もある。按摩による効果の証明は定かではない。
紀元前2000年から妊娠による嘔吐についでの説明はあるが、妊娠悪阻の明確な医学的説明は1852年にアントワーヌ・デュボワによってされた。 妊娠悪阻は0.3–2.0％の妊婦におこると推定される。以前は妊娠中の良くある死因の一つだったが、適切な治療が受けられる現在では非常に珍しい死因である。
妊娠悪阻の影響を受けた人は流産のリスクは低いが早産のリスクは高い。一部の女性は症状によって中絶を選択する人もいる。